# Potres v Ilirski Bistrici (1995)
Potres v Ilirski Bistrici leta 1995 je bil sestavljen iz dveh močnejših potresov.
Potresa sta nastala 22. maja 1995 in bila sta med najmočnejšimi v zadnjih desetletjih na Slovenskem. Za seizmologe nista bila presenečenje, saj na tem območju lahko pričakujemo potrese do VIII. stopnje po EMS.
Prvi potres je nastal ob 11. uri in 16 minut po svetovnem času in je imel magnitudo 4,4. Njegova intenziteta je bila VI. stopnje po EMS, žarišče pa 17 km globoko, kar je za slovenski prostor razmeroma globok potres. Ob 12. uri in 50 minut po svetovnem času pa je nastal še močnejši potres z magnitudo 4,7 in največjimi učinki VI. stopnje. Žarišče drugega je bilo v globini 10 km. V naslednjih dneh jima je sledilo še okoli 80 popotresov (22).